# Продажа без покрытия

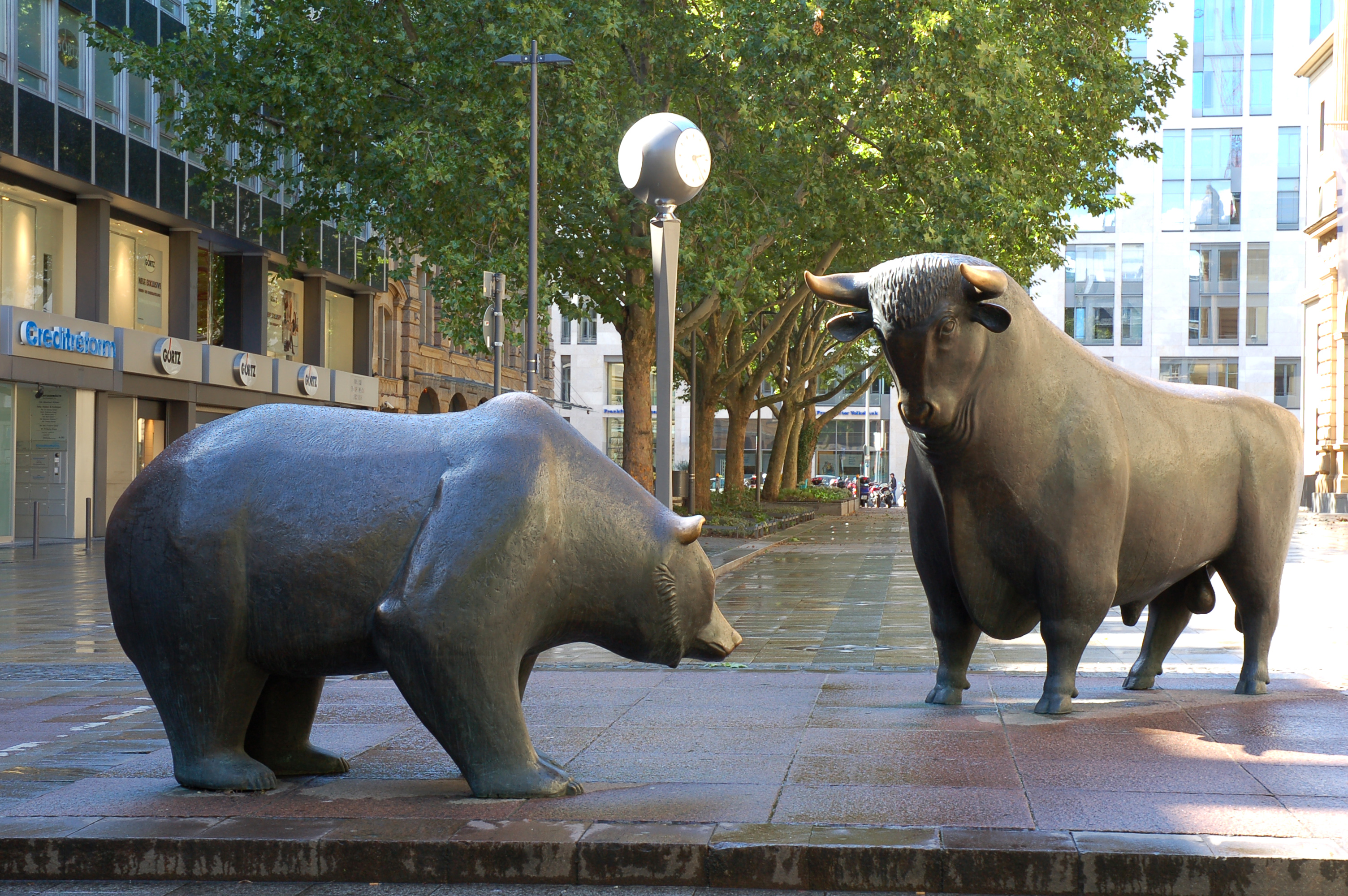
Скульптура медведя и быка перед Франкфуртской фондовой биржей

Продажа без покрытия (англ. short-selling — короткая продажа, шорт, короткая позиция, игра на понижение) — продажа ценных бумаг, товаров или валюты, которыми торговец на момент продажи не владеет.
Если торговец предполагает, что цена упадёт, то для заработка на понижении цены надо сейчас продать товар по высокой цене, а через некоторое время купить его же, но дешевле. Иногда у торговца действительно есть нужный товар. Однако зачастую у торговца есть деньги, или другие товары, сделки с которыми сейчас могут быть менее прибыльными. Если торговая площадка позволяет делать отсрочку поставки (например, срок поставки стандартного контракта указывает на последний день месяца), тогда торговец в начале месяца может по высокой цене заключить контракт на продажу товара, даже не имея его в наличии (отсюда и название «без покрытия»), а ближе к концу месяца купить по пониженной цене этот же товар с той же датой поставки и тем самым обеспечить товарное выполнение своего первого контракта, но получить за товар больше денег, чем он сам обязан будет уплатить по условиям второй сделки. К аналогичному финансовому результату приводит схема, когда торговец берёт товар взаймы (чаще всего у брокера или у самой биржи), продаёт его, а спустя некоторое время выкупает аналогичный товар в аналогичном количестве и отдаёт ранее взятый натуральный (товарный) кредит. Если за это время цена понизится, тогда торговец получит прибыль из-за разницы в ценах продажи и последовавшей покупки. Такие механизмы обеспечивают возможность получать прибыль при снижении цен.
Продажа без покрытия является одним из видов спекуляций. Наиболее часто она проводится на условиях маржинальной торговли, которые позволяют заключать торговые сделки на суммы в несколько раз больше реального капитала торговца.
Торговцев, играющих на понижение цены (в том числе используя продажи без покрытия), называют «медведями».

## Примеры продажи без покрытия

### В условиях маржинальной торговли
Допустим, трейдер ожидает, что акции Сбербанка в ближайшее время подешевеют. Под залог оговорённой суммы он может взять у брокера кредит в форме 20 акций этого банка и продать их по существующей сейчас цене.
Если цена действительно упадёт, то через некоторое время можно купить 20 акций по более низкой стоимости и отдать их брокеру. Результатом будет оставшаяся разница между суммой, которая была получена при продаже акций на первом этапе, и суммой, которую уплачивают при последующей их покупке.
Так как акции берутся у брокера в кредит, обычно предусматривается уплата процентов от стоимости акций за пользование кредитом в форме ценных бумаг. При этом, если сделка закрывается до окончания торгового дня, комиссия обычно не взимается.

Хитрость «медвежьей» стратегии заключается в следующем: трейдеры выбирают акции тех компаний, которые, по их мнению, в ближайшее время будут дешеветь. Это может быть связано с публикацией корпорацией плохой отчётности, увольнением гендиректора, аварией на предприятии и другими факторами. Тогда они берут на бирже ценные бумаги этой компании под залог. Например, одалживают 1 тысячу акций и сразу же начинают от них избавляться. После продажи по 1 доллару за акцию на их биржевой счёт поступает 1 тысяча долларов. В случае дальнейшего падения цен на эти бумаги в течение торговой сессии «медведи» начинают скупать все акции обратно, но уже не по 1 доллару, а по 50 центов. Выкупив акции, трейдеры возвращают их владельцу, оставляя себе прибыль в 500 долларов с вычетом комиссионных за сделку.— «Чем отличаются «быки» от «медведей» на бирже?»,  «Аргументы и факты» от 27.12.2014.

### В условиях отсрочки исполнения поставки
Допустим, ожидается, что акции Сберегательного банка Российской Федерации в ближайшее время подешевеют. В начале месяца можно заключить контракт на продажу 20 акций по существующей сейчас цене, но с поставкой акций (полного переоформления прав собственности) в конце месяца.
Если цена действительно упадёт, то через некоторое время можно заключить контракт на покупку 20 акций по более низкой стоимости с поставкой немедленно или не позднее конца месяца. В конце месяца происходит окончательная поставка акций по второму контракту, и теперь можно исполнить обязательства по первому контракту. Результатом будет оставшаяся разница между суммой, которая была получена при продаже акций на первом этапе и суммой, которую уплачивают при последующей их покупке.
Так как не возникает отношений займа, дополнительные проценты не уплачиваются. Но из-за увеличения риска срыва поставки цена контракта с отсрочкой поставки обычно ниже, чем с немедленной поставкой.

## Законодательные ограничения
В России список ценных бумаг, доступных для непокрытых продаж, устанавливает Банк России (до 2013 года — Федеральная служба по финансовым рынкам, до 2004 года — Федеральная комиссия по рынку ценных бумаг), и брокеры не могут открывать клиентам короткие позиции по ценным бумагам вне этого списка.
Регуляторные органы в кризисных ситуациях дополнительно ограничивают возможность проведения маржинальных операций, в том числе непокрытых продаж. Для борьбы с паникой и слухами, охватившими Wall Street, Комиссия по торговле ценными бумагами США экстренно ограничила с 21 июля 2008 года короткие продажи бумаг 19 крупных финансовых компаний, а с 19 сентября 2008 года этот список расширился до 799 финансовых компаний. Управление по финансовому регулированию и надзору Великобритании (FSA) ввело временный запрет на «короткую продажу» акций на Лондонской фондовой бирже с 19 сентября 2008 года до 16 января 2009 года. 
В то же время в программе заимствования акций DTCC до сих пор открыты лазейки, позволяющие американским маркет-мейкерам и брокерам осуществлять голые короткие продажи, скрывая факт их наличия с помощью других производных финансовых инструментов.
Федеральная служба по финансовым рынкам России 17 сентября 2008 года приостановила торги по всем ценным бумагам на российских фондовых биржах. В комментарии руководителя ФСФР России Владимира Миловидова этот шаг объяснялся тем, что «брокеры продолжают заключать маржинальные сделки и открывать короткие позиции, ещё больше дестабилизируя ситуацию».